# 八旗子弟 (電影)
八旗子弟是1987年，由香港新昆仑影业、中国电视剧制作中心拍攝的電影。改編自中国作家邓友梅的小说《烟壶》。
主演為陈道明、王习三、李殿馨、马和平、罗历歌，导演為李翰祥，编剧為李翰祥与岳华。講述的是清朝末年，八旗子弟乌世保入狱，妻子離異，古月轩鼻烟壶名家聂小轩拒絕賣鼻烟壶給日本人而自殘手臂。該電影拍攝完畢後由於含有色情鏡頭，在中国大陆長期未能過審，直到2006年據南方网記者的報道影片有望過審。